# Высоковский поссовет (Тульская область)
Высоковский поссовет, Высоковский поселковый Совет — упразднённая административно-территориальная единица в Алексинском районе Тульской области России.

## История
Стопкинский поселковый совет в 1939 году переименован в Высоковский п/с.
Указом Президиума Верховного Совета РСФСР от 22 ноября 1942 года был образован поселок Высокое города Алексина Тульской области. На основании данного указа был избран Высоковский поселковый Совет депутатов трудящихся и его исполнительный комитет.
В соответствии с Указом Президиума Верховного Совета РСФСР от 17 июня 1957 года территория, подведомственная Высоковскому поселковому Совету, в составе города Алексина была передана в Тульскую область. Решением объединённого заседания исполнительных комитетов Тульского промышленного и Тульского сельского Советов депутатов трудящихся Высоковский поселковый Совет депутатов трудящихся был подчинен Алексинскому городскому Совету депутатов трудящихся Тульской области.
Деятельность исполнительного комитета Высоковского поселкового совета депутатов трудящихся была прекращена в 1958 году.

## Состав
В Стопкинский поселковый совет входили: 76 разъезд, станция Алексин, Абакумово, Большое Высокое, Будка № 225, Будка № 226, Будка № 228, Будка № 229, Будка Окской ветви, Водозабор, Высокое, Горные разработки, Горушки, Гремицкий карьер, ЖД мост ст. Алексин, Землянки Сьяново, ИТР, Комбинат, Конный двор, Косогорский карьер, Курагино, Ленино, Малое Высокое, Мельники, Мышега, Мышегский карьер, Пристань, Решетилово, Слободка, Станционный посёлок, станция Среднее, Стопкино, Сьяново, Шипово.
К 1939 году входили: город Алексин, станция Алексин, Аббакумово, Большое Высокое, Брусчатый, Будка № 225, Будка № 228, Водозабор, Высокое, Гремицы, ИТР, Косогорский карьер, Лагерь 53, Ленино, Мышегский карьер, Палаточный городок, Пристань, Слободка, Слободка-Брусчатая, Соцгород, Стопкино, Сьяново, Сьяново ИТР, ТЭЦ, Шипово.
На 1946 год: посёлки Соцгород, Высокое, Брусчатый, Слободка, Пристань; деревни Большое Высокое, Малое Высокое, Ленино, Стопкино, Аббакумово, Шипово площадка ИТР, Мышегский карьер, железнодорожные будки 225,227,228, 230, 232,233,237 км, будка Окская; станция Алексин, дома ИТР Соцгорода.